# Neder Holluf
Neder Holluf är en tidigare tätort i Region Syddanmark i Danmark, som sedan 2006 är sammanvuxen med Odense. Tätorten hade 5 634 invånare (2004). Den ligger i Odense kommun på ön Fyn, cirka 6 kilometer sydost om Odense.